# بول بيرت
بول بيرت (بالفرنسية: Paul Bert)‏ (17 أكتوبر 1833 - 11 نوفمبر 1886) عالم حيوان فرنسي.
ولد بيرت في أوكسار- يون (إقليم فرنسي). دخل بول المدرسة المتعددة التكنولوجية في باريس بقصد أن يصبح مهندسا. ثم تغير عقله، درس القانون؛ وأخيرا، تحت تأثير عالم الحيوان قرر لويس بيير غراتيوليت (1815-1865)، تولى علم وظائف الأعضاء، وأصبح واحدا من تلاميذ كلود برنارد الأكثر براعة. تخرج في باريس كطبيب في عام 1863، عُين أستاذا في علم وظائف الأعضاء في بوردو (1866) ثم في جامعة باريس (1869).
بعد «بلدية باريس» (1870) بدأ يشارك في السياسة باعتباره مؤيداً لـ ليون غامبيتا. في عام 1874 تم انتخابه للجمعية، وفي عام 1876 إلى مجلس النواب. كان واحدا من أكثر الأعداء لرجال الدين، وداعية متحمسا «لتحرير التعليم الوطني من الطوائف الدينية، في حين جعلها في متناول كل مواطن».
في الفترة من 14 نوفمبر 1881 إلى 30 يناير 1882 كان وزيرا للتعليم والعبادة في مجلس الوزراء غامبيتا قصيرة الأجل، وفي عام 1881 خلق ضجة كبيرة من خلال محاضرة عن الكنيسة الرومانية الكاثوليكية، في مسرح باريس، الذي سكب السخرية على الخرافات والحماقات من المسالك الدينية الرئيسية والكتيبات التي عممت خصوصا في جنوب فرنسا.
غادر بيرت فرنسا في فبراير 1886 برفقة عشرة أشخاص من بينهم أنتوني كلوبوكوسكي، رئيس أركان سابق تشارلز تومسون، وتشارلز فرانسوا لوران، مفتش المالية. مات بيرت بسبب الزحار في هانوي في 11 نوفمبر 1886. بعد وفاة بيرت كان كلوبوكوسكي ولوران من بين المشتركين في تونكين لإقامة تمثال في شرف بيرت.

## أعماله
كان بيرت أكثر تميزا بكونه رجل علم أكثر منه كسياسي أو إداري. عمله الكلاسيكي، لا بريسيون باروميتريك (1878)، الذي كان سبباً في حصولة على جائزة كل سنتين تُقدر بـ 20.000 فرنك من أكاديمية العلوم في عام 1875، وهو تحقيق شامل عن الآثار الفسيولوجية للضغط الجوي. تم وصف سمية الأكسجين في الجهاز العصبي المركزي لأول مرة في هذا المنشور، ويشار إليها أحيانا باسم «تأثير بول بيرت». وأظهر أن الأكسجين كان ساما للحشرات والعنكبيات، كثيرات الأرجل والرخويات وديدان الأرض والفطريات والبذور الإنباتية والطيور والحيوانات الأخرى.
كانت أبحاثه الأولى التي وفرت له مادة لرسالتي الدكتوراه مكرسة لتطعيم الحيوانات وحيوية أنسجة الحيوانات، وتلاها دراسات عن العمل الفسيولوجي لمختلف السموم، على التخدير، والتنفس والاختناق، على أسباب تغيير اللون في الحرباء، الخ.
كان مهتما في علم وظائف الأعضاء النباتية، وعلى وجه الخصوص التحقيق في تحركات النبات الحساسة، وتأثير الضوء من ألوان مختلفة على حياة الغطاء النباتي.
كتب كتابا تعليميا ناجحا جدا مع رافائيل بلانشارد إليزيمنتس عام 1885.
ادعى أنه اعتنق الإيمان الإلحادي في المجلة الحسية وعلوم الصحة (1883).

## جدال
أنتج بول العديد من الكتب المدرسية الأولية للتعليم العلمي بعد حوالي عام 1880، وأيضا منشورات مختلفة عن المواضيع التعليمية والحليفة. على نطاق واسع في المدارس الفرنسية على مدى عقود كأساس للتعليم العلمي، كتابه لا ديوكسيم أني'إنسينيمنت سسينتيفيك (الطبعة 34: أرماند كولين، 1896) ادعى أن الناس البيض كانت أعلى بكثير وأكثر ذكاء من السود والناس الصينيين، وبالتالي حصل على شعبية كبيرة بعد آرثر دو غوبينو كما وضع نظريات لا أساس لها في وقت لاحق تستخدم من قبل نازيس. كما عارض نشاط الشعب الجزائري للحصول على أي حقوق سياسية في الجزائر من المستعمرة الفرنسية.

## وصلات خارجية
- بول بيرت على موقع الموسوعة البريطانية (الإنجليزية)